# Дмитриј Хвостов
Дмитриј Хвостов (рус. Дми́трий Григорьевич Хвосто́в; Иваново, 21. август 1989) је руски кошаркаш. Игра на позицији плејмејкера, а тренутно наступа за Зенит Санкт Петербург.

## Успеси

### Клупски
- Химки:
  - Еврокуп (1): 2011/12.

### Репрезентативни
- Европско првенство:  2011.
- Олимпијске игре:  2012.
- Универзијада:  2013.